# Студенец (Смоленская область)
Студенец — деревня в Шумячском районе Смоленской области России. Административный центр Студенецкого сельского поселения.
Расположена в юго-западной части области в 23 км к западу от Шумячей, в 8 км севернее границы с Беларусью.
Население — 395 жителей (2007 год). 

## История
Бывшая деревня Мстиславского воеводства, Великого Княжества Литовского.
В результате первого раздела Речи Посполитой (1772 год) Студенец оказался в составе Российской империи.
1772 год — из сведений о состоянии литовской провинции, собранных российскими властями, стало известно, что жители Мстиславского воеводства (Дрибин, Петровичи, Шумячи, Студенец, Костюковичи, Негин, Надейковичи и др.) жили за счёт контрабандной торговли. Провозили тайно в Россию воск, а оттуда — табак и соль.
В 1762—1772 гг. на возвышенном берегу речки располагалась усадьба помещика Осмоловского.
В его имение входили деревянный господский дом, костёл, купальня, выложенная кирпичом, плотина, через которую проходила дорога Шумячи — Мстиславль, подземный тайный выход длиной около 70 м, много пахотной земли, выпасов, леса.
Купальню крестьяне стали использовать для замочки пеньки.
После восстания 1863—1864 года, костёл был переоборудован в православный храм Архангела Михаила. Одновременно было освящено ныне действующее кладбище.
Кладбищ за всю историю существования села было три.
Первое — на краю села с левой стороны дороги на посёлок Шумячи. Это кладбище действовало в языческие времена. Об этом свидетельствуют многовековые сосны, которых, по рассказам старожилов, до начала Великой Отечественной войны насчитывалось около 16. Обхватить эти деревья не могли три взрослых человека. Во время оккупации гитлеровцы распилили деревья и вывезли в неизвестном направлении.
Второе — место, где сейчас находится памятник воинам, погибшим во время Великой Отечественной войны 1941—1945 гг. Свидетели тому — шесть грубо отёсанных из булыжника крестов. По преданию, это кладбище времён крещения Руси.
В 1817 году в деревне было создано военное поселение, здесь был расквартирован батальон Полоцкого пехотного полка.
По официальным данным на 1866 год белорусы составляли 94,7 % населения.
В «списке населенных мест …» записано: «село Студенец при пруде располагалось на тракте и входило в состав Загустинской волости Климовичского уезда Могилевской губернии».
25 марта 1918 года согласно Третьему Уставу Студенец был провозглашён частью Белорусской Народной Республики. 1 января 1919 года согласно постановлению I съезда Коммунистической партии Беларуси он вошёл в состав Белорусской ССР, но 16 января Москва вместе с другими этнически белорусскими территориями приняла село в состав РСФСР.
В 1929 году из частей территорий бывшего Климовичского и Мстиславльского уездов Могилёвской губернии и Рославльского уезда Смоленской губернии был образован Шумячский район, куда и вошла деревня Студенец.

## Экономика
На 2012 г. в деревне Студенец запланировано строительство пункта вещания Цифрового Эфирного Телевизионного Вещания (ЦЭТВ).

## Достопримечательности
- Скульптура на братской могиле 169 воинов Советской Армии, погибших в 1941—1943 годах в боях с немецкими войсками.
- Памятник архитектуры: Церковь Михаила Архангела, перв. пол. XIX в.
- Три кургана на территории села.

## Знаменитые земляки
- С 1964 по 1972 год в Студенецкой восьмилетней школе учился Ватагин, Александр Иванович (родился 28 января 1957 года в деревне Осетище) — советский и российский военный инженер, гидронавт-испытатель, руководитель ряда предприятий военно-промышленного комплекса, Герой Российской Федерации[1].